# 대전중앙시장
대전중앙시장(大田中央市場)은 대전광역시 동구 원동에 위치한 시장이다.